# Venceslau de Oliveira Belo
Venceslau de Oliveira Belo (Minas Gerais, 1787 — Rio de Janeiro, 22 de julho de 1852) foi um militar e político brasileiro.
Foi presidente das províncias de Sergipe, nomeado por carta imperial de 24 de maio de 1839, de 28 de agosto de 1839 a 8 de agosto de 1840, do Espírito Santo, nomeado por carta imperial de 9 de janeiro de 1843, de 15 de fevereiro a 19 de outubro de 1843, e do Rio Grande do Norte, de 19 de julho de 1844 a 28 de abril de 1845.
Foi comendador da Ordem de São Bento de Avis e cavaleiro da Imperial Ordem do Cruzeiro.
Pai de Luís Alves Leite de Oliveira Belo (I).